# أتلانتا فالكونز
أتلانتا فالكونز (بالإنجليزية: Atlanta Falcons)‏ هو نادي كرة القدم الأمريكية أمريكي تأسس في 1966 ، يقع مقره الرئيسي في فلويري برانش، ويديريه آرثر بلانك، ويلعب في الدوري الوطني لكرة القدم الأمريكية.

## وصلات خارجية
- الموقع الرسمي